# Корона Британської імперії
Корона Британської імперії — належить до так званих коштовностей корони — королівських регалій, ювелірних прикрас, що належить не особисто британському монарху, а державі.

## Характеристика
Корона Британської імперії висотою 31,5 см. і вагою 1,03 кг. за своєю формою подібна до корони святого Едуарда: вінець з чотирма хрестами й чотирма геральдичними ліліями, що чергуються, вище яких від хрестів йдуть чотири півдуги. Вінчає корону куля з хрестом. Всередині — оксамитова шапка з горностаєвою опушкою. Корона виготовлена із золота, срібла і платини  і несе на собі: 2868 алмазів, 273 перлини, 17 сапфірів, 11 смарагдів і 5 рубінів.

### Історичні камені
У корону вставлено дорогоцінні камені, що мають історичне значення. У верхній хрест корони вставлений сапфір, відомий як сапфір св. Едуарда; у передній хрест вставлений рубін Чорного принца; нижче рубіна на фронтоні встановлено алмаз Куллінан  II (Мала Зірка Африки), у тилову частину обода корони вставлений сапфір Стюартів.

## Зберігання та експонування регалій
До короля Карла I в 1649 році більшість Британських Королівських Регалій зберігалося в скарбниці, прилеглій до Білої Вежі Лондонського Тауера. Після того, як в 1660 році регалії було перероблено, їх перевезли до Вежі Мартіна. Самі коштовності знаходилися на першому поверсі вежі, у той час, як у верхніх кімнатах розташовувалися апартаменти Зберігача Скарбниці. Карл II (1660—1685) призначив на цю посаду Сера Гільберта Талбота, однак, бо той не побажав жити в Лондонському Тауері, резидентським Хранителем став його слуга, Талбот Едвард. Єдиним доходом Едварда був показ регалій відвідувачам за плату.
У 1671 році полковник Томас Блад спробував вкрасти королівські регалії з Вежі Мартина. Цілком можливо, що він зміг би здійснити задумане, якби не син Едвардса, який зненацька повернувся додому і застав злодіїв, один з яких запихав у штани королівську Державу.
Спочатку відвідувачам дозволялося торкати експонати, простягнувши руку через решітку, але в 1815 році одна відвідувачка розігнула дуги Британської корони, відтоді торкатися корон категорично заборонено. Після великої пожежі в Тауері у 1841 році королівські регалії були перевезені з Вежі Мартина в нове, просторіше приміщення Скарбниці. 1866 року їх перемістили у Вежу Вейкфілд і в 1967 до Комплексу Ватерлоо, де вони експонуються донині.

## Корона в процедурі коронації

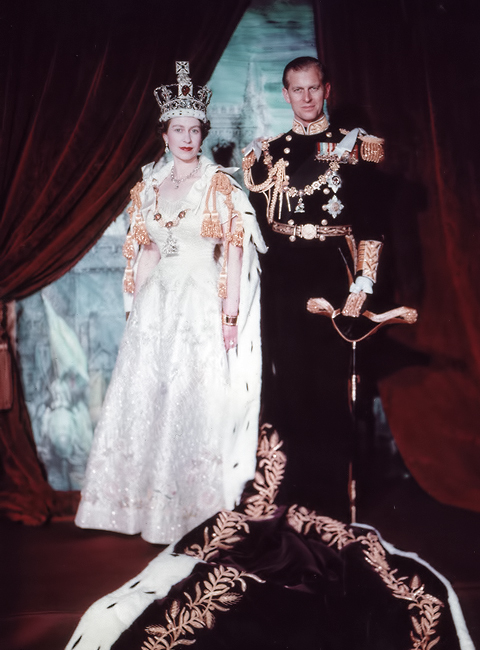
Королева Єлизавета II, після її коронації в 1953 році, та принц Філіп.

Під час коронації корона Британської імперії надівається монархом лише перед від'їздом з Вестмінстерського абатства. У самій процедурі коронації корона участі не бере, хоча саме цю корону можна віднести до числа найвживаніших монархами, бо її вага найзручніша для тривалого носіння.
Корона використовувалася під час коронації королеви Вікторії, однак згодом також застосовувалася у світських урочистостях і прийомах. Незабаром після цього королева вирішила, що корона була занадто важкою для носіння, і замість цього її стали носити перед нею на подушечці. Одного разу в 1845 році  герцог Аргайльський впустив корону з рук. За словами королеви, погнутий корпус корони виглядав як «провалена запіканка»[джерело?]. 1909 року форму корони відновили, а в корону був інкрустований величезний діамант Куллінан II. Відтоді сапфір, чиє місце зайняв цей знаменитий діамант, зберігався в запасниках.
Короною Вікторії перестали користуватися в 1911 році, коли камені з неї були переміщені в практично ідентичну корону. Ця нова корона Британської Імперії була виготовлена для коронації короля Георга V у 1911 році.Вона є точною копією більш ранньої корони Британської імперії, виготовленої для королеви Вікторії, але має меншу вагу і зручніша для тривалого носіння.

## Використання корони в церемонії відкриття парламенту
Докладніше: Церемонія відкриття парламенту
У цій короні щорічно король відкриває сесію Парламенту. Існує традиція, за якою корона та інші коштовності окремо доставляються в спеціальній кареті у Вестмінстерський палац до від'їзду короля з Букінгемського палацу і надягають її безпосередньо перед церемонією відкриття Парламенту. Через свою вагу (910 г) монарх часто одягає корону у своїй приватній резиденції, вранці в день відкриття Парламенту, щоб звикнути до ваги і відчувати себе впевненіше. За словами одного придворного, він бачив, як королева Єлизавета II вранці в день відкриття Парламенту снідала, сидячи за столом з короною Британської імперії на голові й читаючи газету.
Остови старих корон Британської імперії королів Георга I, Георга IV, королеви Аделаїди і королеви Вікторії зберігаються в Тауері. Корона Британської імперії, як така, що носиться найчастіше й найбільш схильна до зносу та старіння, майже для кожного монарха виготовлялася наново, при цьому враховувався особистий смак монарха.
Нині[коли?] корона Британської імперії знаходиться в постійній експозиції Тауера, крім того часу, коли вона використовується в процедурі відкриття Парламенту.